# O străină
"O străină" este un cântec înregistrat de cântăreața pop/dance Andreea Bălan pentru al treilea album de studio, Așa sunt eu și lansat ca ultim single. Piesa a fost compusă de Bălan și produsă de Marius Moga și a fost prima baladă promovată de muziciană. Spre deosebire de restul proiectului Așa sunt eu, piesa nu s-a bucurat de succes, atingând doar locul 93 în Romanian Top 100, cel mai slab clasat single al ei în clasament.

## Informații
Versurile au fost compuse de Andreea Bălan, Marius Moga, care s-a ocupat de producția muzicală, adăugând câteva mici modificări, piesa având ca temă despărțirea. Piesa a fost promovată la sfârșitul anului 2005, fiind al cincilea extras pe single de pe album, Bălan fiind unul din puținii artiști români care au promovat cinci piese de pe un singur material discografic.
Videoclipul este unul de imagine, fiind filmat de Dragoș Buliga, care s-a mai ocupat de regia videoclipurilor "Liberă din nou" și "Plâng de dor". Clipul de prezentare îi înfățișează pe Bălan și iubitul ei într-un cadru romantic, intim, zugrăvit în culori calde, secvențele fiind intrepătrunse cu momente în care decorul este prezentat în antiteză și Bălan singură, purtând culori închise în aceeași încăpere, acum părăsită. Efectele speciale se rezumă la imagini filmate cu travelling circular și compus, momente alterate de "freeze" și "fade-in".